# Stephen L. Brusatte

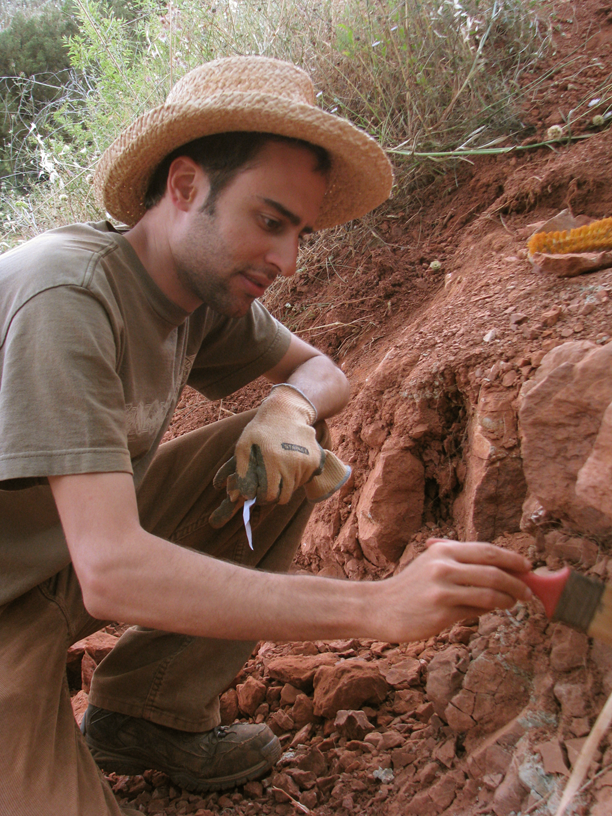
Stephen Brusatte in einer Fossillagerstätte in der Algarve, Südportugal (2014)

Stephen „Steve“ Louis Brusatte (* 24. April 1984 in Ottawa, Illinois) ist ein US-amerikanischer Wirbeltier-Paläontologe und Evolutionsbiologe, der sich auf die Anatomie und Evolution der Dinosaurier und Säugetiere spezialisiert hat. Er studierte an der University of Chicago (Bachelor), an der University of Bristol (Master of Science) mit einem Marshall-Stipendium und schließlich an der Columbia University (Master in Philosophy (MPhil.) und Ph.D.). Gegenwärtig ist er Reader in Wirbeltier-Paläontologie an der University of Edinburgh.
Neben seinen wissenschaftlichen Abhandlungen und technischen Monografien wurden sein populärwissenschaftliches Buch  Dinosaurs (2008) und das Fachbuch Dinosaur Paleobiology (2012) ausgezeichnet. Ferner wurde er 2013 als Paläontologe und wissenschaftlicher Berater für den Film Walking With Dinosaurs (deutsch: Dinosaurier 3D – Im Reich der Giganten) von BBC Earth und 20th Century Fox engagiert, dem im November 2013 das Buch Walking with Dinosaurs Encyclopedia folgte. Sein Buch The Rise and Fall of the Dinosaurs: A New History of a Lost World (2018, deutsch: Aufstieg und Fall der Dinosaurier: Eine neue Geschichte der Urzeitgiganten), das für erwachsene Laien geschrieben wurde, fand großen Anklang und war ein Bestseller der New York Times. Im Juni 2022 erschien The Rise and Reign of the Mammals: A New History, from the Shadow of the Dinosaurs to Us (deutsch: Eine neue Geschichte der Säugetiere: Mammut, Schnabeltier, Homo sapiens – wie sie die Welt eroberten, veröffentlicht im August 2023).
2024 wurde Brusatte zum Mitglied der Royal Society of Edinburgh gewählt.

## Leben und Forschung
Brusatte ist der Sohn von Jim und Roxanne Brusatte. Er besuchte die Ottawa Township High School und ab 2002 absolvierte er ein Grundstudium an der University of Chicago, wo er 2006 unter der Leitung von Paul Sereno seinen Bachelor-Abschluss in Geophysik erwarb. Er wurde zum „Studentenmarschall“ gewählt, die höchste akademische Auszeichnung, die diese Universität an Studenten vergibt. Er war zudem Gewinner des John Crerar Foundation Science Writing Prize und des Howard Hughes Institute Undergraduate Research Fellowship. Im Jahr 2006 erhielt er das Marshall-Stipendium für ein Studium im Vereinigten Königreich. Er schrieb sich an der University of Bristol ein und erwarb 2008 den Master of Science in Paläobiologie und Geowissenschaften. Seine Masterarbeit mit dem Titel Basal Archosaur Phylogeny and Evolution befasste sich mit dem Ursprung einer Dinosauriergruppe und wurde von Michael J. Benton betreut. Er kehrte in die USA zurück, um an der Columbia University zu studieren, wo er 2011 seinen Master in Philosophie und 2013 seinen Doktortitel an der Fakultät für Erd- und Umweltwissenschaften erwarb. Während dieser Zeit arbeitete er gleichzeitig als Forscher in der Abteilung für Paläontologie des American Museum of Natural History. Im Februar 2013 wurde er Chancellor’s Fellow in Vertebrate Palaeontology an der School of GeoSciences der University of Edinburgh. Er ist Mitglied im Beratungsgremium der Fachzeitschrift Current Biology.
Brusatte ist der Autor der Bücher Stately Fossils: A Comprehensive Look at the State Fossils and Other Official Fossils von 2002 und Dinosaurs von 2008. Darüber hinaus hat er mehrere wissenschaftliche Abhandlungen sowie über 100 populärwissenschaftliche Artikel für Zeitschriften wie Fossil News, Dino Press, Dinosaur World und Prehistoric Times verfasst.

### Entdeckung von Fossilien
Brusatte hat mehr als ein Dutzend neuer Arten von Wirbeltierfossilien entdeckt. Der Durchbruch bei der Erforschung von Dinosaurierfossilien gelang ihm, als er zusammen mit Paul Sereno an der University of Chicago arbeitete. Nachdem er 1997 in der Elrhaz-Formation in Niger die Schädel-, Kiefer- und Halsfossilien eines 95 Millionen Jahre alten Theropoden entdeckt hatte, suchte Sereno einen kompetenten Studenten, der sie analysieren sollte. Brusatte ergriff 2004 die Gelegenheit, schloss das Projekt 2005 ab und veröffentlichte seine Ergebnisse 2007 zusammen mit Sereno. Es stellte sich heraus, dass es sich bei dem Tier um eine neue Art der Gattung Carcharodontosaurus handelte, die sie Carcharodontosaurus iguidensis nannten. Er schätzte, dass der vollständige Schädel mehr als einen Meter lang war, einer der größten Schädel eines bekannten fleischfressenden Dinosauriers. Im Januar 2008 folgte mit Kryptops palaios die Beschreibung eines weiteren neuen Theropoden aus der Elrhaz-Formation. Eine weitere bedeutende Entdeckung wurde 2014 in China gemacht. Zusammen mit dem chinesischen Paläontologen Lü Junchang und anderen beschrieb Brusatte die 66 Millionen Jahre alte Dinosaurierart Qianzhousaurus sinensis, die eng mit dem T. rex verwandt ist. Aufgrund seiner langen Schnauze erhielt er den Spitznamen Pinocchio rex.
Im Januar 2015 gab sein Team die Entdeckung eines Meeresreptils bekannt, das aus der Jurazeit stammt, also vor etwa 170 Millionen Jahren. Das riesige, langnasige, fischähnliche Tier mit dem Namen Dearcmhara shawcrossi wurde auf der Isle of Skye in Schottland gefunden. Er versichert, dass die Art nicht mit Nessie, dem legendären schottischen Seeungeheuer, verwandt ist, wie in den Medien öfter spekuliert wurde,  sondern „das erste eindeutig schottische prähistorische Meeresreptil“ repräsentiert.

## Mediales Wirken
Brusatte hat in mehreren Dokumentationen mitgewirkt, darunter in T. Rex Autopsy (deutsch: T-Rex Autopsie), einer vom National Geographic Channel produzierten Dokumentation, die am 7. Juni 2015 ausgestrahlt wurde. Im Jahr 2016 trat er in im von NHK produzierten Film T-Rex: An Evolutionary Journey auf. 2023 wirkte er in der sechsteiligen Dokureihe Lost Beasts Unearthed (Animal Planet) mit, die unter dem Titel Rückkehr der Urzeitgiganten in deutscher Synchronisation in den Sendern N-tv und  ServusTV gezeigt wurde.
Im Februar 2020 wurde Brusatte als beratender Paläontologe für die Arbeit an Jurassic World: Ein neues Zeitalter engagiert. Es war der erste Film der Jurassic-Park-Reihe, in dem mehrere gefiederte Dinosaurier gezeigt wurden. Brusatte berichtete, dass er intensiv mit dem Produktionsteam zusammengearbeitet hatte und dem Regisseur Colin Trevorrow das Versprechen abrang, gefiederte Dinosaurier in diesem Teil der Reihe darzustellen.